# 자라이족
자라이족(Người Gia Rai / 𠊛嘉淶, Jarai)은 베트남의 중부 고원 지방에 거주하는 소수 민족이다. 베트남뿐만 아니라 캄보디아에서도 일부가 산재해 있다.

## 개요
자라이족은 기원전 중부 고원 지방에 이주해 온 것으로 추정되지만, 자세한 것은 명확하지 않다.
중부 고원 지방의 잘라이성, 꼰뚬성을 중심으로 거주하고 있으며, 닥락성 북부, 중남부 연해 지방의 푸옌성에도 일부 거주하고 있다.
인구는 2009년 베트남 인구조사를 기준으로 약 411,275명으로 추정된다. 중부 고원에서 최대 인구를 자랑하는 소수 민족이다.
언어는 공용어인 베트남어 이외에 자라이어를 사용한다. 자라이어는 참어에 가까운 언어이다.
자라이족은 공, 실로폰, 거문고 등 전통 악기를 이용한 음악을 연주한다. 미국에 거주하는 유명 자라이족 음악가 Dock Rmah는 1996년 노스캐롤라이나 예술위원회에서 민족유산상을 수상했다. 자라이 족의 민속악기에는 찰현악기인 크니와 거문고 계열의 단궁 등이 있다.

## 같이 보기
- 베트남의 민족
- 베트남의 인구